# زولا بود
زولا بييتيرز (بالإنجليزية: Zola Budd)‏ ( ني بود، ولد في 26 مايو 1966) هو عداء مسافات متوسطة ومسافات طويلة تدرب في ألدرشوت، فارنهام ومنطقة أس . وقد تنافست في دورة الألعاب الاوليمبية لعام 1984 لبريطانيا العظمى ودورة الألعاب الاوليمبية لعام 1992 في جنوب افريقيا، وكلاهما في 3000 متر . في عام 1984 (أونراتيفيد و 1985، وقالت انها كسرت الرقم القياسي العالمي في المرأة 5000 متر . كما أنها فازت مرتين في بطولة العالم عبر البلاد (1985-1986). كانت مهنة بود غير عادية لأنها تدربت بشكل أساسي وتسابق حافي القدمين . منذ عام 2008 كانت تعيش في ولاية كارولينا الجنوبية مع أطفالها الثلاثة، تتنافس في سباق الماراثون وأولتراماراثونس . تتطوع كمدربة مساعدة في جامعة كوستال كارولينا في كونواي .

## وصلات خارجية
- زولا بود على موقع الاتحاد الدولي لألعاب القوى (الإنجليزية)
- زولا بود على موقع الاتحاد الألماني للألترا ماراثون (الإنجليزية)
- زولا بود على موقع رابطة إحصائيات سباق الطريق (الإنجليزية)
- زولا بود على موقع أوليمبيديا (الإنجليزية)